# タラのブラバゾン男爵
タラのブラバゾン男爵（英語: Baron Brabazon of Tara）は、連合王国貴族の男爵位。
政治家ジョン・ムーア＝ブラバゾンが1942年に叙されたのに始まる。

## 歴史
運輸大臣や航空機生産大臣を務めた保守党の政治家ジョン・ムーア＝ブラバゾンは1942年4月27日にケント州におけるサンドウィッチのタラのブラバゾン男爵(Baron Brabazon of Tara, of Sandwich in the County of Kent)に叙された。
3代男爵アイヴォン・ムーア＝ブラバゾン(1946-)が現当主である。彼はサッチャー内閣とメージャー内閣で外務副大臣や運輸省政務次官を務め、1999年の貴族院改革で世襲貴族の議席が92議席に限定された後も貴族院議員に選び残された。
ブラバゾン男爵ムーア＝ブラバゾン家はアイルランド貴族ミース伯爵ブランゾン家の女系の子孫にあたる（初代男爵の曽祖父ジョン・ムーアの妻がミース伯爵ブラバゾン家の子孫であり、初代男爵の父ジョンの代にブラバゾンの家名を加えて「ムーア＝ブラバゾン」と改姓していた）

## タラのブラバゾン男爵 (1942年)
- 初代ブラバゾン男爵ジョン・カスバート・ムーア＝ブラバゾン (1884–1964)
- 2代ブラバゾン男爵デリク・チャールズ・ムーア＝ブラバゾン（英語版） (1910–1974)
- 3代ブラバゾン男爵アイヴォン・アンソニー・ムーア＝ブラバゾン（英語版） (1946-)
  - 法定推定相続人は現当主の息子ベンジャミン・ラルフ・ムーア＝ブラバゾン閣下(1983-)